# کپلک‌های آبشش
کپلک‌های آبشش (نام علمی: Dactylogyridae) نام یک تیره از شاخه کرم‌های پهن است.